# Жестокий романс
Это статья о музыкальном жанре. О фильме см. Жестокий романс (фильм)

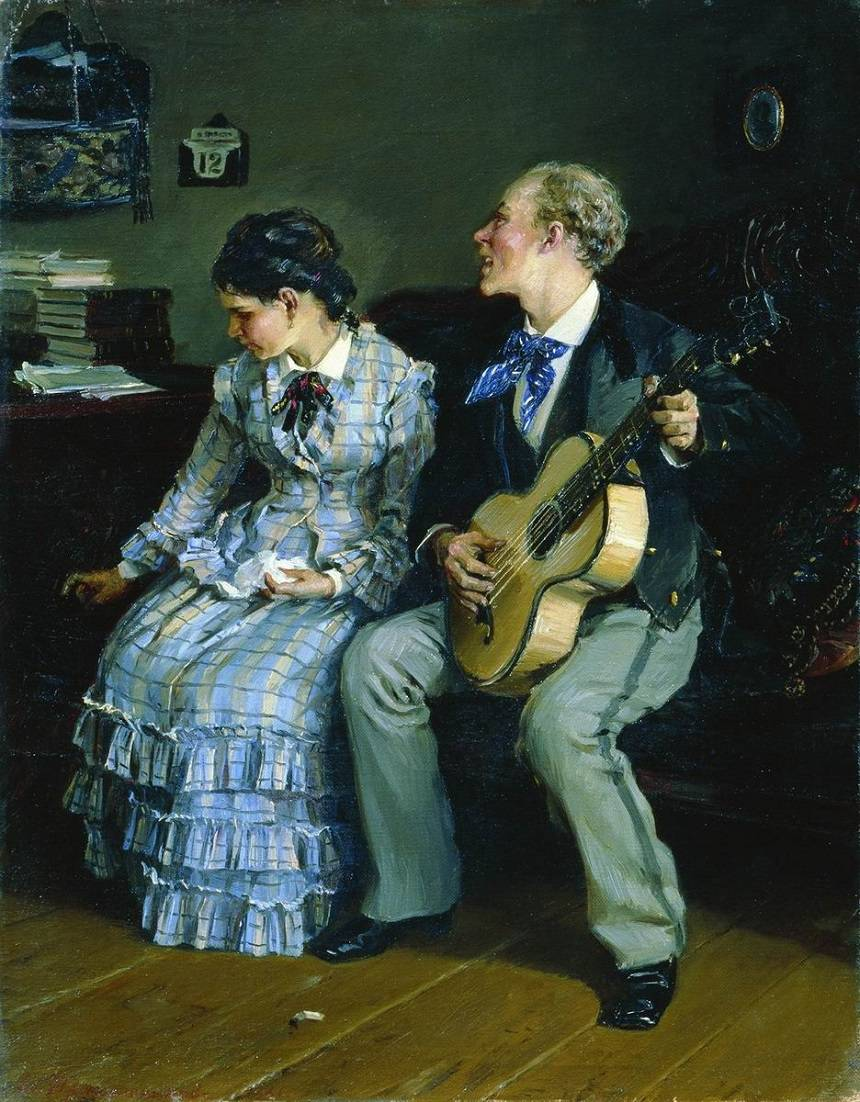
Илларион Прянишников «Жестокие романсы». 1881 год

Жестокий романс — разновидность городского романса с яркостью персонажей, контрастностью чувств, мелодраматизмом, остротой ситуации, доходящей до крайности. Возник приблизительно в середине XIX века в городской и пригородной среде, где проживали «мещане»: отходные крестьяне, рабочие, небогатые торговцы, мастеровые и работные люди.
Распространённые сюжеты жестокого романса: бытовая трагедия, заканчивающаяся в основном убийством, самоубийством, смертью от горя или неразделённой любви, разлукой навсегда. Время его расцвета приходится на последнюю четверть XIX — начало XX века.
Наиболее известные примеры: «На муромской дорожке», «Окрасился месяц багрянцем», «Институтка», «Мурка», «Я милого узнаю по походке».

## Происхождение
Местом рождения жестокого романса считают городскую и пригородную среду, где проживали преимущественно низшие и средние слои населения («мещане») — крестьяне, пришедшие на заработки, рабочие, мастеровые, небогатые торговцы. В их среде начала создаваться собственная субкультура, выстраиваясь из элементов городской и деревенской культур. Собранная из разнородных элементов, мещанская, или, как её иногда называют, третья, культура включала в себя поэзию и музыку (частушка, романс), танец (например, кадриль), театр (балаган), живопись (лубок), декоративно-прикладное искусство и даже архитектуру. Окрепнув, «третья культура» начала влиять уже на традиционную деревенскую культуру.
Основным источником заимствования и стилизации для жестокого романса послужили стихи второстепенных, ныне забытых поэтов. Снижаясь от лучших поэтов к подражателям, от них — к полуграмотным сочинителям, романтический стиль сильно изменялся. Свойственная романтизму «вселенская скорбь» переходила в слезливую сентиментальность, а затем и надрывность, а исключительные характеры и события преобразовывались соответственно в героев и в сюжеты жестокого романса. Как отмечает Борис Ягубов, жестокий романс берет начало, как правило, от конкретного литературного сочинения, подвергаясь затем усиленной фольклоризации при усвоении аудиторией. Также Ягубов отмечает влияние «цыганского романса» на формирование данного жанра.
В XX веке жестокий романс постепенно вытеснял из народной поэзии старинную песню и стал любимым деревенским жанром.
С наступлением советской эпохи жанр жестокого романса попал в опалу. Не было даже серьёзных попыток научного исследования этого жанра. Тем не менее «жестокие романсы» продолжали бытовать в народной среде, повлияв, например, на возникновение городского романса. Как отмечает Борис Ягубов, жанр жестокого романса оказался востребован не только малообразованной публикой: «„Топорность“, „китчевость“, перешедшие из „цыганского“ романса в „жестокий“ романс и городскую балладу, были подхвачены, иронически переосмыслены исполнителями-шестидесятниками, эстетизированы, вследствие чего „жестокий“ романс и городская баллада приобрели такое качество, как эстетическая амбивалентность — часть публики могла принимать их всерьез, тогда как другая наслаждалась именно нелепостями и несуразностями этих поделок».
Только в 1980-е годы в научных кругах стало меняться отношение к жестокому романсу. Его начали изучать и собирать, а в 1996 году в Санкт-Петербурге вышел первый сборник жестоких романсов с научными комментариями.

## Характеристика
В современной фольклористике не существует единого общепризнанного определения жанра жестокого романса.
Своеобразие данного жанра и заключается в гармоничном синтезе жанровых принципов баллады, лирической песни, романса. Но есть у него и свои, особые черты, по которым жестокий романс можно вычленить из обширного пласта русских песен. Как отмечает Марина Тростина «Жестокий романс развился на основе традиционной русской баллады, ему свойственна узкая семейно-бытовая тематика. В решении конфликта и развития сюжета жестокому романсу присущ экзотизм, стремление к смакованию жестокости, мелодраматизм и трагическая концовка». Жестокому романсу присущи определённая повествовательность, ориентация на книжную поэзию, тем не менее страсти здесь чрезмерны
В жестоких романсах встречаются такие фольклорные образы, как «ягода малина», «красна девица», «мил дружок», «сине море». По форме жестокий романс ближе к городской литературе: для него характерны силлабо-тоническое стихосложение, точная рифма, деление на строфы. Язык во многом литературного происхождения. Переполняющие жестокий романс слова наподобие «роковой», «ужасный», «кошмарный», «безумный» для традиционной народной песни непривычны.
В текстах жестоких романсов могут фигурировать: убийство, измена, предательство, насильственное замужество, бегство с любимым или похищение девушки, адюльтер, инцест, самоубийство, разлука, криминал, суд, каторга, тюрьма. В жестоком романсе можно выделить чуть больше десятка основных сюжетов. Отличаются они друг от друга главным образом причинами трагедии, а выбор концовок и вовсе невелик: убийство, самоубийство, смерть героя от горя или смертельное горе. Существует множество жестоких романсов, в которых рассказ ведется от лица погибших героев. Излюбленный сюжет жестокого романса — совращение девушки коварным соблазнителем. Обманутой остаётся либо умереть с тоски, либо свести счёты с жизнью, либо отомстить, либо страдать до конца жизни.